# Alldays & Onions
Alldays & Onions war ein britisches Unternehmen.

## Vorgeschichte

### John C. Onions

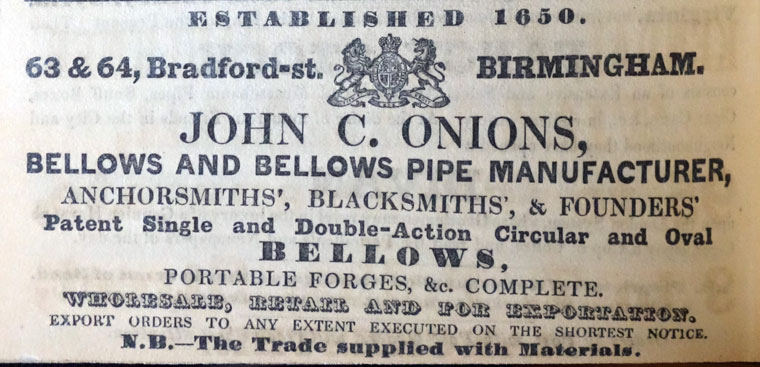
Anzeige von John C. Onions für Blasebälge (1848). Das Unternehmen unterließ es selten, auf sein Gründungsjahr hinzuweisen.

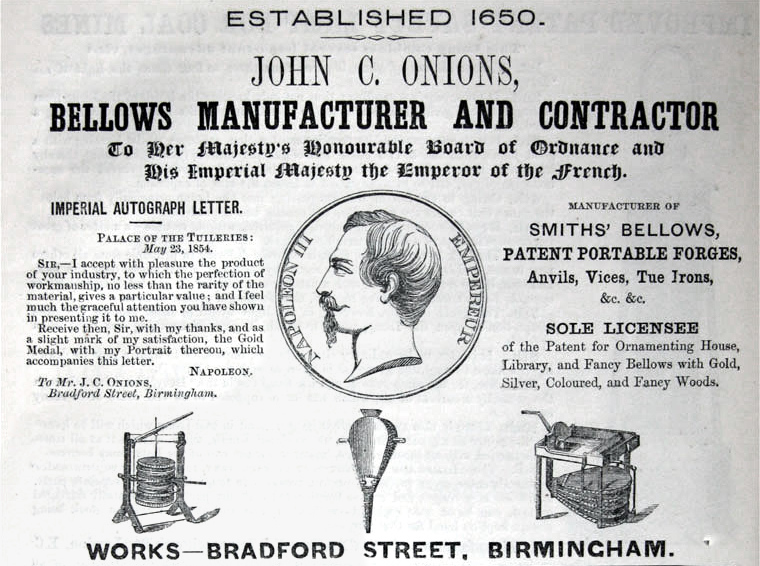
Anzeige von John C. Onions anlässlich der Weltausstellung in London 1862, bei der auch Onions präsent war.

Die Onions-Familie betrieb seit 1650 in Birmingham die handwerkliche Herstellung von Blasebälgen. 1820 ist ein Simon Onions, Blasebalgmacher, an der Bradford Street nachweisbar. John Collingwood Onions, 63 und 64 Bradford Street, Smithfield (Birmingham), betrieb die Herstellung um 1845 als Manufaktur. Im gleichen Jahr ist auch ein James Onions an 32 Worcester Street in Birmingham nachzuweisen. John Collingwood Onions’ Wohn- und Geschäftshaus brannte 1853 nieder. Die Familie, die im Haus lebte, konnte sich retten. Anlagen und Lager wurden vollständig zerstört; letzteres wurde als größtes seiner Art im Land genannt. Onions beschäftigte zu dieser Zeit 100 Angestellte. Im folgenden Jahr erhielt das Unternehmen eine Goldmedaille von Napoleon III., was in einer Anzeige für die Weltausstellung von 1862 in London herausgestellt wurde.
1866 erhielt das Unternehmen ein Patent für einen tragbaren Blasebalg. 1875 wurde die John C. Onions Company eingerichtet, von der angenommen wird, dass sie aus John Collingwood Onions’ früherem Betrieb hervorging. Der Sitz des Unternehmens war 1877 an 20 Colmore Row.
Nach dem Tod des langjährigen Eigentümers übernahm ein Sohn, wahrscheinlich John Collingwood Onions, den Betrieb.

### William Allday and Co

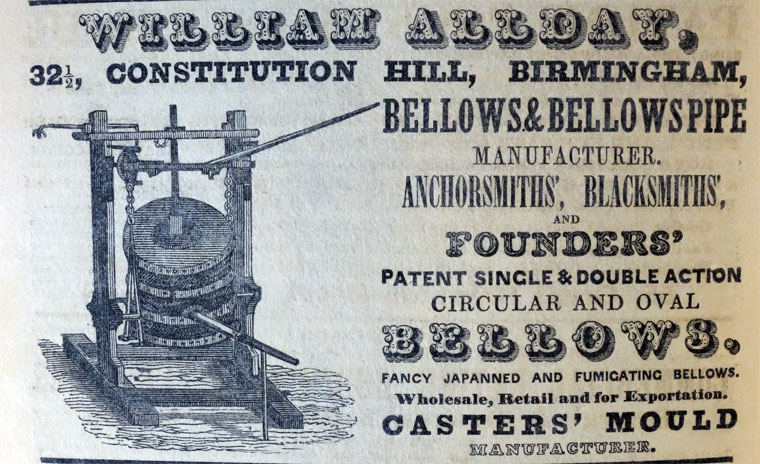
Anzeige von William Allday für Blasebälge (1848). Der Text stimmt fast wörtlich mit jenem von Onions überein.

Dieses Unternehmen wurde 1720 als Great Western and Matchless Works in Small Heath, einem Birminghamer Quartier, gegründet und stellte Ausrüstung für Eisengießereien und Schmiede her. Der Betrieb wurde später von William Allday, sr. geführt. Gemäß einer Anzeige von 1876 wurde William Allday and Son 1780 eingerichtet. Ob die Alldays das Unternehmen erbten oder erwarben, ist unklar. William Allday senior war gelernter Blasebalgmacher. Ebenso ist nicht bekannt, wann ihm sein ältester Sohn William, jr. nachfolgte und die Geschäfte übernahm. 1871 erhielt das Unternehmen ein Patent für „Verbesserungen an Schmiede- und anderen Blasebälgen“.
1876 ist als Firmensitz die Branston Street belegt, und das Unternehmen produzierte weiterhin Blasebälge und Ausrüstung für Schmieden. Zu dieser Zeit begann auch eine Fahrradproduktion mit dem Markennamen Alldays.

### Fusion

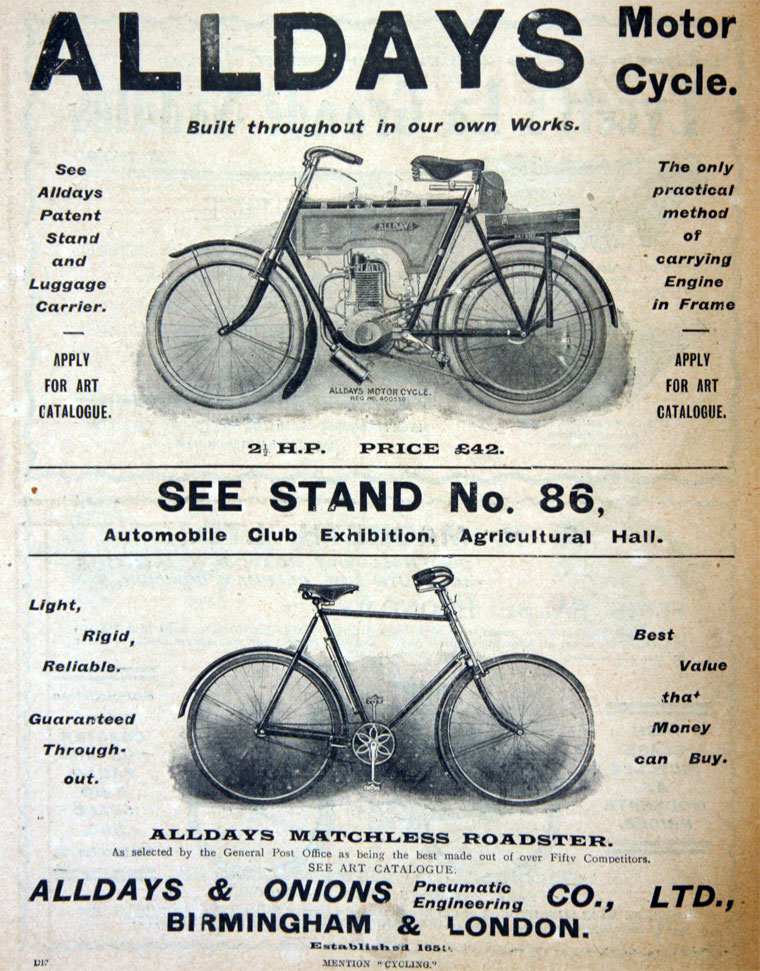
Alldays & Onions Anzeige für das 2 HP Motorrad und das Alldays Matchless Roadster Fahrrad (1904).

1885 fusionierten die John C. Onions Company und William Allday and Sons Ltd zur Alldays & Onions Ltd.

## Unternehmensgeschichte
Kurz darauf wurde das Unternehmen reorganisiert als Alldays & Onions Pneumatic Engineering Co Limited und so am 18. Dezember 1889 im Handelsregister eingetragen. Die Gesellschaft übernahm die Geschäfte der Vorgängerin und stellte überwiegend Blasebälge und mobile Schmelzöfen her, bald aber auch pneumatische Lufthämmer, Ambosse, Schmelztiegel und -öfen, Heizkessel, Lastenheber, Material zum Betrieb von Eisenbahnen (belegt ab 1914) und komplette Ausstattungen für Schmieden und mechanische Werkstätten. Die Betriebsstätten beider Fusionspartner wurden aufrechterhalten. Während aber Onions im Markennamen immer weniger eine Rolle spielte, wurde Alldays zunehmend zum alleinigen Markennamen oder zu einem Bestandteil davon. Auf das Gründungsdatum 1650 wurde hingegen gern hingewiesen. Im Schmiedebereich trat William Allday and Sons noch bis weit in die 1970er Jahre in Erscheinung. Einschlägige Produkte wie Schmelz- und Brennöfen, Blasebälge, Brenner, Gebläse für Zentrifugen und Ventilatoren wurden nach dem Zweiten Weltkrieg unter der Marke Alcosa gehandelt.
1908 wurde Enfield Autocar übernommen.
Ab 1911 lieferte Alldays & Onions Fahrgestelle für Oberleitungsbusse an die Railless Electric Traction Company in Leeds.
1915 wurde die Motorradmarke Allon eingeführt.
Der Unternehmensleitung gelang es nicht, einen größeren Auftrag zur Lieferung von Nutzfahrzeugen an die Armee zu erhalten. Diese bevorzugte Lkw mit Kardanantrieb. Kleinere Bestellungen für Lkw-Lieferungen gingen jedoch ein. Hingegen lieferte das Unternehmen Munition für die Truppen. Zur Finanzierung des dazu notwendigen Ausbaus der Fertigungsanlagen wurde Kapital aufgenommen.
Alldays & Onions brachte 1917 einen aufwendig konstruierten Ackerschlepper auf den Markt.
Enfield-Allday Motors entstand im November 1918 in Birmingham-Sparkbrook durch die Zusammenlegung der Automobil- und Nutzfahrzeugproduktionen von Alldays & Onions und Enfield Autocar. Die Nutzfahrzeugproduktion wurde stark eingeschränkt, Alldays- und AllonZweiräder wurden weiterhin in Small Heath hergestellt.
Etwa 1919 wurde die Firmierung auf Alldays & Onions Limited verkürzt.
1925 geriet das Unternehmen in ein Insolvenzverfahren, in dessen Folge eine neue Gesellschaft gegründet wurde. Ab August 1925 firmierte es als New Alldays and Onions. Zu 90 % gehörte es nun dem Londoner Speditions- und Handelshaus Mitchell Cotts & Company. Die Geschäftsleitung bestand jetzt aus Sir William Mitchell Cotts und weiterhin A. T. Cocking.
New Alldays & Onions pflegte die angestammten Bereiche. Belegt ist die Herstellung von Gießerei- und Schmiedeausrüstung – pneumatische und Dampfhämmer, Niethämmer, Benzin-, Öl- und Schwerölöfen, Ambosse, Werkzeug und immer noch Blasebälge und Industriegebläse. Neu war der Markenname Climax für Gebläse. Die Fahrradproduktion findet sich noch 1935; wann sie endete, ist nicht bekannt.
1969 legte Mitchell Cotts verschiedene Tochtergesellschaften zusammen, darunter Alldays & Onions und einen anderen Hersteller von Industriegebläsen, J. C. Peacock. Daraus entstand die neue Alldays Peacock Company.

## Fahrzeuge

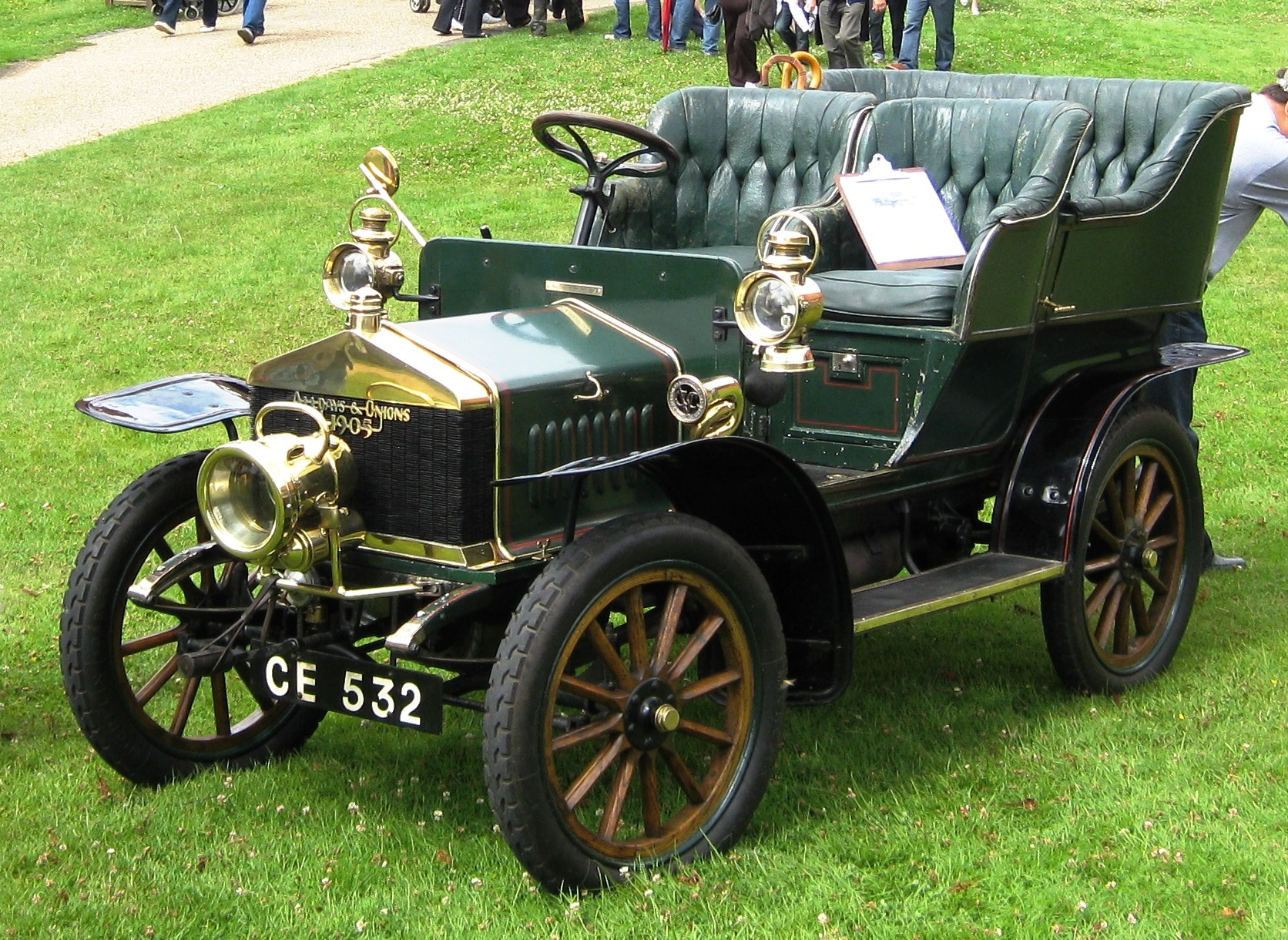
Pkw von 1905

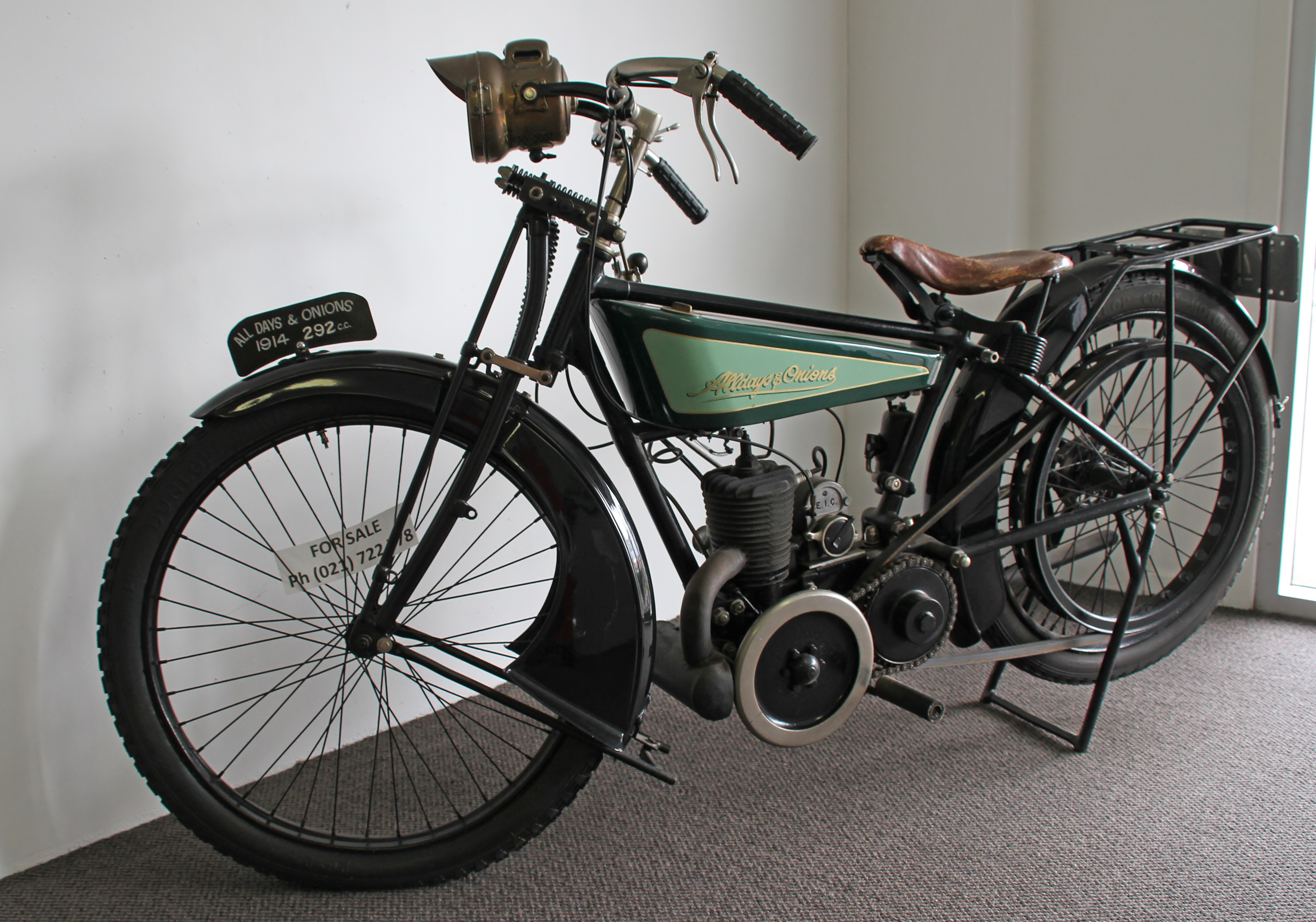
Motorrad von 1914

Für den Markennamen Alldays sind die folgenden Bauzeiten für die verschiedenen Fahrzeugarten überliefert:
- Fahrräder von spätestens 1893 bis mindestens 1935.
- Personenkraftwagen von 1898 bis 1918.
- Motorräder von 1901 bis 1915, 1923 und 1927.
- Lastkraftwagen von 1906 bis 1918.
- Traktoren von 1917 bis 1918.

Allon-Motorräder gab es von 1915 bis 1924 oder 1925.